# Rhinolophus xinanzhongguoensis
Rhinolophus xinanzhongguoensis é uma espécie de morcego da família Rhinolophidae. É encontrada no sudoeste da China.